# Megamoera amoena
Megamoera amoena är en kräftdjursart som först beskrevs av Hansen 1887.  Megamoera amoena ingår i släktet Megamoera och familjen Melitidae. Inga underarter finns listade i Catalogue of Life.